# Deutsche Poolbillard-Meisterschaft 2010 (Rollstuhlfahrer)
Die Deutsche Poolbillard-Meisterschaft 2010 war die zweite Austragung zur Ermittlung der nationalen Meistertitel der Rollstuhlfahrer in der Billardvariante Poolbillard. Sie wurde vom 28. bis 29. Oktober 2010 in der Wandelhalle in Bad Wildungen im Rahmen der Deutschen Billard-Meisterschaft ausgetragen.
Es wurden die Deutschen Meister in den Disziplinen 8-Ball und 9-Ball ermittelt.

## Medaillengewinner
| Disziplin | Gold                            | Silber                          | Bronze                       |
| --------- | ------------------------------- | ------------------------------- | ---------------------------- |
| 8-Ball    | Manfred Gattinger 1. PBC Passau | Joachim Schuler BSC Ulm         | Tankred Volkmer PBC Backnang |
| 9-Ball    | Tankred Volkmer PBC Backnang    | Manfred Gattinger 1. PBC Passau | Peter Rupprecht BF Bruchsal  |

## Modus
Die fünf teilnehmenden Spieler spielten im Round Robin-Modus gegeneinander.

## Wettbewerbe

### 9-Ball
Der Wettbewerb in der Disziplin 9-Ball wurde vom 28. bis 29. Oktober 2010 ausgetragen.
- Peter Rupprecht – Tankred Volkmer 1:5
- Marc Buchen – Manfred Gattinger 5:3
- Joachim Schuler – Peter Rupprecht 3:5
- Tankred Volkmer – Marc Buchen 5:4
- Manfred Gattinger – Joachim Schuler 5:4
- Peter Rupprecht – Marc Buchen 5:4
- Tankred Volkmer – Joachim Schuler 5:4
- Peter Rupprecht – Manfred Gattinger 1:5
- Marc Buchen – Joachim Schuler 2:5
- Tankred Volkmer – Manfred Gattinger 5:3

| Platz | Spieler           | Verein        | G | V |
| ----- | ----------------- | ------------- | - | - |
| 1     | Tankred Volkmer   | PBC Backnang  | 4 | 0 |
| 2     | Manfred Gattinger | 1. PBC Passau | 2 | 2 |
| 3     | Peter Rupprecht   | BF Bruchsal   | 2 | 2 |
| 4     | Joachim Schuler   | BSC Ulm       | 1 | 3 |
| 5     | Marc Buchen       | BC Neu-Ulm    | 1 | 3 |

### 8-Ball
Der Wettbewerb in der Disziplin 8-Ball wurde am 29. Oktober 2010 ausgetragen.
- Peter Rupprecht – Tankred Volkmer 0:4
- Marc Buchen – Manfred Gattinger 2:4
- Joachim Schuler – Peter Rupprecht 4:2
- Tankred Volkmer – Marc Buchen 4:0
- Manfred Gattinger – Joachim Schuler 4:0
- Peter Rupprecht – Marc Buchen 3:4
- Tankred Volkmer – Joachim Schuler 1:4
- Peter Rupprecht – Manfred Gattinger 4:3
- Marc Buchen – Joachim Schuler 1:4
- Tankred Volkmer – Manfred Gattinger 3:4

| Platz | Spieler           | Verein        | G | V |
| ----- | ----------------- | ------------- | - | - |
| 1     | Manfred Gattinger | 1. PBC Passau | 3 | 1 |
| 2     | Joachim Schuler   | BSC Ulm       | 3 | 1 |
| 3     | Tankred Volkmer   | PBC Backnang  | 2 | 2 |
| 4     | Peter Rupprecht   | BF Bruchsal   | 1 | 3 |
| 5     | Marc Buchen       | BC Neu-Ulm    | 1 | 3 |